# Утоплення
Утоплення — гострий патологічний стан, який розвивається при зануренні в рідину з подальшим розвитком гострої дихальної та серцевої недостатності, при збереженні анатомічної цілісності верхніх дихальних шляхів, один з видів механічної асфіксії (при якому механічним чинником є будь-яка рідина (вода, вино, нафта тощо), яка потрапляє в дихальні шляхи).
Потрапляння води в дихальні шляхи і їхній рефлекторний спазм також призводять до розвитку асфіксії — припинення надходження повітря (кисню) в легені і порушення газообміну. Внаслідок цього в легенях кисень перестає надходити до головного мозку та інших органів, у тканинах накопичується вуглекислий газ, розвивається гіпоксія. Найчутливіша до гіпоксії нервова тканина, тому практично відразу людина, яка потопає, втрачає свідомість, далі протягом 2-3 хв розвиваються тяжкі органні розлади — гостра серцево-судинна недостатність і порушення кровообігу, в тому числі в печінці, нирках, головному мозку та інших органах, з розвитком термінального стану і смерті.

## Класифікація
Залежно від причин, які призвели до утоплення (механізму утоплення), розрізняють 4 його види:
1. Справжнє (вологе) утоплення — наступає внаслідок попадання рідини в дихальні шляхи при збереженому спонтанному диханні (відмічається в 70-80 % випадків). Воно супроводжується короткочасною затримкою дихання. Вода потрапляє в легені, вимиває сурфактант і наступає повне припинення газообміну. Одночасно при заповненні легенів водою руйнується капілярна мембрана і вода проникає в кровоносне русло та змішується з кров'ю, що призводить до зміни її структури та збільшення об'єму (протягом декількох хвилин об'єм циркулюючої крові збільшується в 1,5 і більше разів). Смертельна доза аспірованої води 20 — 30 мл/кг маси тіла. Виділяють 3 періоди справжнього утоплення:
початковий — свідомість у витягнутого з води збережена, спостерігається збудження, неадекватна реакція на оточення, недооцінка серйозності випадку, відмова від медичної допомоги (може бути і загальмованість, депресія). У потерпілого відмічається озноб, «гусяча шкіра», дихання прискорене, на відстані чути шуми у верхніх дихальних шляхах, приступи кашлю, може спостерігатися блювання водою, якою наповнився потопельник;
агональний — зростає загальний ціаноз, шкіра стає фіолетово-синьою («сині» утоплені), спостерігається втрата свідомості, дихання стає рідшим, судомним, супроводжується виділенням рожевої піни із носових ходів та рота;
клінічної смерті — свідомість відсутня, різко виражена синюшність шкіри, обличчя одутле, вени шиї набряклі, зіниці розширені.
2. Асфіктичне (сухе, несправжнє) утоплення — наступає внаслідок припинення газообміну через ларингоспазм (спазм м'язів гортані) і є наслідком різкого гальмування центральної нервової системи під впливом алкоголю, раптового інфаркту міокарда, гострого порушення мозкового кровообігу, приступу епілепсії тощо або травми (перелом в шийному відділі хребта при пірнанні). При цьому виді утоплення відсутні некоординовані рухи і спроби вибратися з води. Вода без перешкод поступає до верхніх дихальних шляхів, однак спазм м'язів гортані запобігає заповненню легенів водою. Одночасно велика кількість води попадає в шлунок. Однак згодом, якщо постраждалий із води не витягнутий, спазми голосової щілини після термінальної паузи змінюється атонією і вода заповнює легені.
3. Синкопальне утоплення — наступає через зупинку серця і дихання в результаті психічного (страх) або рефлекторного (удар об воду, холодний шок) впливу, тому відразу наступає період клінічної смерті. Дихання і серцебиття відсутні, немає виділення піни та рідини із дихальних шляхів, відсутній ціаноз шкіри, характерна різка блідість («білі утоплені»). Цей тип утоплення в прогностичному відношенні найсприятливіший для надання допомоги.
4. Змішане.

## Порятунок утоплених людей
Згідно з протоколами, рекомендується запобігти утопленню: 

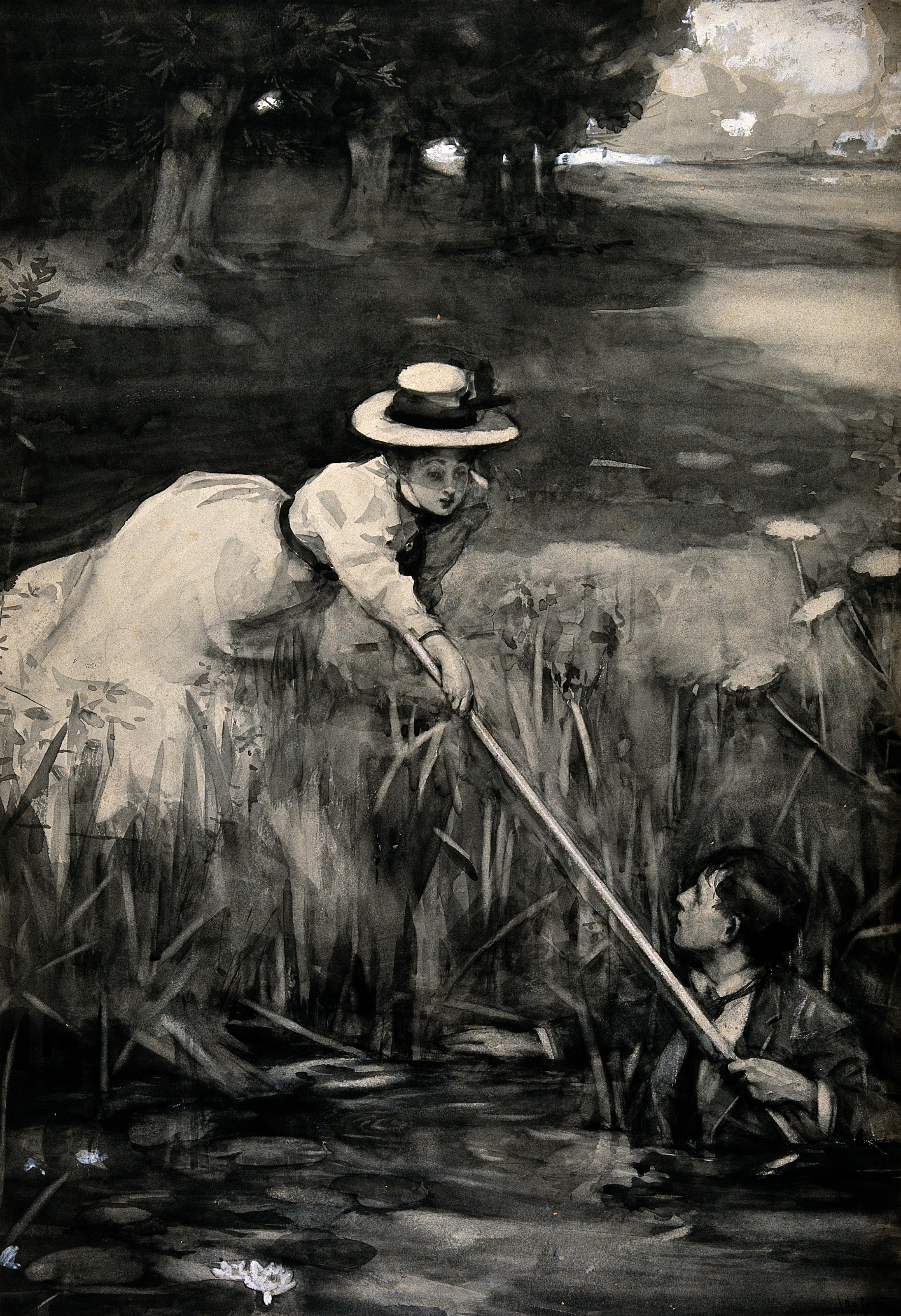
Порятунок за допомогою об'єкта: Коли рятувальники пропонують об’єкт, рятувальник повинен міцно лежати на землі, щоб уникнути руху до води.

- Попередити водних охоронців.Водне порятунок: Рятувальник вже контролював позицію жертва під тривожністю (найнебезпечніша частина), і починається маневр буксирування. Рот і ніс жертви залишаються поза водою. Рекомендується принести на допомогу плаваючий предмет.

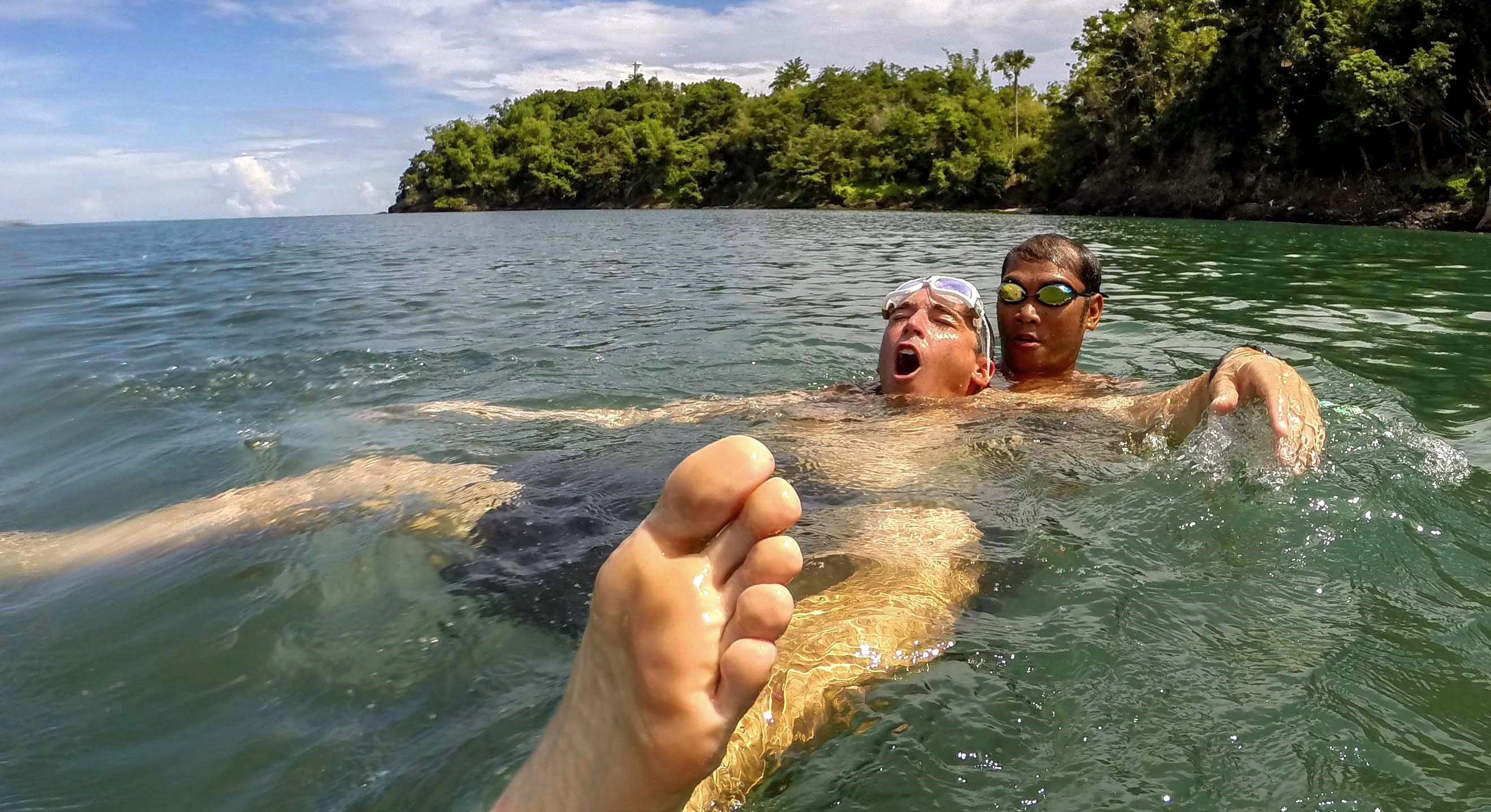
Водне порятунок: Рятувальник вже контролював позицію жертва під тривожністю (найнебезпечніша частина), і починається маневр буксирування. Рот і ніс жертви залишаються поза водою. Рекомендується принести на допомогу плаваючий предмет.

- Кинути плаваючі предмети (життєві кола, плаваючі іграшки, стовбури тощо) до жертви.
- Пропонувати предмети (полюси[уточнити], товсті гілки, мотузки тощо). Людина, що рятує повинна міцно лежати на землі, щоб уникнути того, що жертва тягне його до води.
- Порадити жертві взяти горизонтальне положення догори обличчя. Це дозволить потерпілому плавати без зусиль (корисно у разі втоми).
- Зателефонувати до служб швидкої медичної допомоги.
- Використовувати плаваючий корабель, щоб взяти до потерпілого.
- Попросити когось отримати жертву, плаваючи, але тільки якщо він може це зробити добре (технічно та фізично). Жертва з тривогою у воді небезпечна.
- Надати першу допомогу (читай нижче).

## Перша допомога для жертв утоплення
Якщо жертва без свідомості, але дихає, йому потрібно лягти, на його стороні, щоб запобігти йому блювоти та задуху.

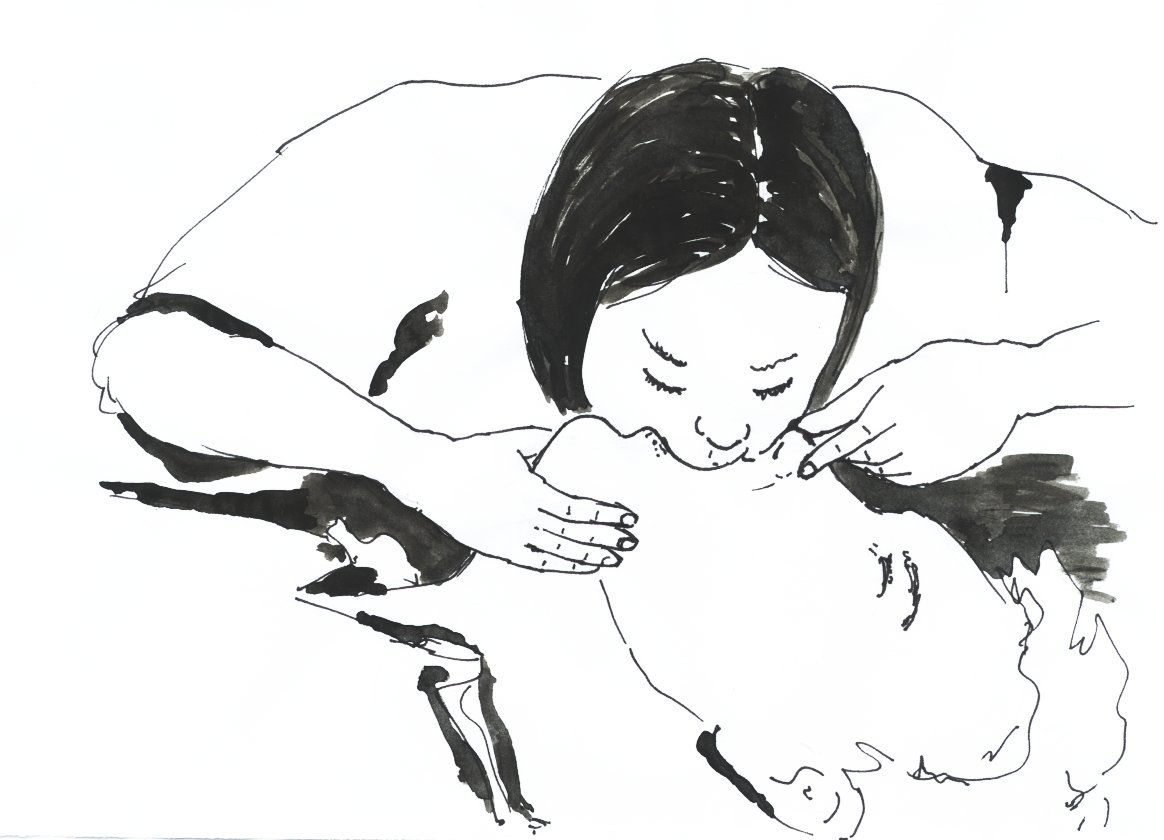
Вентиляція (рятувальне дихання).

Стиснення грудей.

Якщо жертва не дихає, або його серце не б'ється, Йому потрібна серцево-легенева реанімація (CPR). Потім:
- Якщо жертва більша за немовляти (тому доросла людина чи дитина): Це починається з виконання 5 вентиляцій: закриття носа жертви, відкриття рота жертви, покриття власного рота до уст жертви, і покриття власного рота до рота жертви, і штовхання повітря. Тоді, серія з 2 вентиляцією (ідентичного типу) поєднуються, в поворотах, з серією з 30 стисненням грудної клітки, і вони зроблені натисканням на нижню половину грудини: кістка, яка знаходиться через центр грудей, від шиї до живота. Через 2 хвилини, або 5 циклів продуктивності обох серій, потрібен дзвінок до служб надзвичайних ситуацій (є перелік номерів екстрених телефонів тут), і продовження однієї і тієї ж реанімації серії. Обидві серії тривають, поки жертва знову дихає або надійде медичні послуги.
- Якщо жертва-це дитина (зазвичай менше 1 року): Він також починається з виконання 5 вентиляцій, але рот рятувальника охоплює носа і рот немовляти, в той самий час, і штовхає повітря (але не надто сильно). Тоді,  серія з 2 вентиляцією (ідентичного типу) поєднуються, в поворотах, з серією з 30 стисненням грудної клітки, і вони зроблені натисканням, лише двома пальцями, на нижній половині грудини: кістка, яка знаходиться через центр грудей, від шиї до живота. Через 2 хвилини, або 5 циклів продуктивності обох серій, потрібен дзвінок до служб надзвичайних ситуацій (є перелік номерів екстрених телефонів тут), і продовження однієї і тієї ж реанімації серії. Обидві серії тривають, поки жертва знову дихає або надійде медичні послуги.